# Чернинське (заповідне урочище)
Че́рнинське — болотне заповідне урочище в Україні. Розташоване на території Зарічненської селищної ради Вараського району, неподалік від села Чернин.
Площа 26 га. Створене рішенням Рівненського облвиконкому № 343 від 22.11.1983 року. Перебуває у віданні: Зарічненська селищна рада.
Створене з метою збереження заболоченої ділянки та місць гніздування водоплавних птахів: широконіска, крижень, набережник, баранець звичайний та інші.